# Aoi Sports Car no Otoko
 (mars 2012).
Si vous disposez d'ouvrages ou d'articles de référence ou si vous connaissez des sites web de qualité traitant du thème abordé ici, merci de compléter l'article en donnant les références utiles à sa vérifiabilité et en les liant à la section « Notes et références ».
Singles par Shuffle Units
Akai Nikkichō
(2000)
 Aoi Sports Car no Otoko  (青いスポーツカーの男) est l'unique single du groupe temporaire Aoiro 7 (青色7, Aoiro Seven), sorti en 2000.

## Présentation
Le single sort le 8 mars 2000 au Japon sur le label zetima, écrit et produit par Tsunku. Il atteint la 4e place du classement de l'Oricon, et reste classé pendant neuf semaines, se vendant à 385 540 exemplaires durant cette période. 
C'est l'un des trois singles sortis simultanément dans le cadre des premières Shuffle Units du Hello! Project. Trois groupes temporaires, composés de divers artistes du H!P, sont créés le temps d'un unique single chacun, en compétition amicale pour les ventes de leur disque : Aoiro 7, Kiiro 5 (avec Kiiroi Osora de Boom Boom Boom), et Akagumi 4 (avec Akai Nikkichō). C'est Aoiro 7 qui en vendra le moins.
La chanson-titre figurera avec celles des deux autres singles sur la compilation d'artistes du H!P Petit Best ~Ki Ao Aka~ qui sort le mois suivant, puis sur la compilation Hello! Project Shuffle Unit Mega Best de 2008. Elle sera parfois interprétée lors de concerts du H!P par différentes formations, à la suite des départs successifs de ses interprètes originaux au fil des ans.
La chanson en « face B » Hello! no Theme (...) est une version interprétée à sept du générique de l'émission télévisée du H!P Hello! Morning. Chaque shuffle unit en a interprété sa propre version en « face B » de son single. Une version interprétée par les seize membres des trois groupes réunis figurera aussi sur la compilation Petit Best ~Ki Ao Aka~.
Le clip vidéo de la chanson-titre figurera sur la vidéo (DVD, futur « Single V ») en commun The Ki Ao Aka qui sortira le 24 mai 2000, puis sur les versions DVD des compilations Petit Best ~Ki Ao Aka~ et Shuffle Unit Mega Best.

## Membres
- Kaori Iida (Morning Musume)
- Mari Yaguchi (Morning Musume)
- Sayaka Ichii (Morning Musume)
- Mika Todd (Coconuts Musume)
- Lehua Sandbo (Coconuts Musume)
- Miwa Kominato (T&C Bomber)
- Atsuko Inaba (T&C Bomber)

(note : Sayaka Ichii sera remplacée en milieu d'année par Nozomi Tsuji de Morning Musume à la suite de son départ du H!P ; Miwa Kominato sera également remplacée en fin d'année par Rika Ishikawa de Morning Musume à la suite de la séparation de T&C Bomber et de son départ)

## Liste des titres
1. Aoi Sports Car no Otoko  (青いスポーツカーの男?)
2. Hello! no Theme (Aoiro 7 version)  (Hello!のテーマ(あか組4 version)?)
3. Aoi Sports Car no Otoko (Instrumental)  (青いスポーツカーの男...?)